# Can Janic Casals
Can Janic Casals és una casa d'Amer (Selva) inclosa a l'Inventari del Patrimoni Arquitectònic de Catalunya.

## Descripció
Immoble de tres plantes, entre mitgeres, cobert amb una teulada a dues aigües de vessants a façana. Està ubicat al costat dret del carrer Girona.
La façana principal dona al carrer Girona, i està estructurada internament en dues crugies. La planta baixa consta de dues obertures: a l'esquerra una de quadrangular que actuaria com a garatge i a la dreta una de rectangular com a portal d'accés. Ambdues són bastant irrellevants i flanquejen una font, de mida minúscula, ubicada al centre de la façana.
En el primer pis trobem dues obertures: a l'esquerra una petita finestra rectangular totalment irrellevant i a la dreta una obertura projectada com balconada i equipada amb la seva barana de ferro forjat, de treball molt auster i discret. Sobresurt especialment la penya volada de la balconada, la qual és de pedra i està sustentada per quatre poderoses mènsoles de pedre sorrenca.
En el segon pis trobem dues finestres quadrangulars, una a cada extrem de la façana.
Tanca la façana en la part superior un ràfec prominent format per quatre fileres: la primera de rajola plana, la segona de rajola en punta de diamant, la tercera de rajola i la quarta de teula.
Remarcar a mode d'apunt, que totes les obertures - tant les de la planta baixa, com les del primer i segon pis- són totalment irrellevants, ja que cap no ha rebut cap tractament singular a destacar.
La majoria d'edificis del carrer Girona comparteixen entre ells tota una sèrie de paral·lelismes compositius, estructurals i formals molt evidents. I és que en tots nou (Vegeu fitxa de Can Passallops), (Vegeu fitxa de Can Plana), (Vegeu fitxa de Can Japic), (Vegeu fitxa de Can Cantí), (Vegeu fitxa de Can Cisteller de Dalt), (Vegeu fitxa de Ca l'Estarder), (Vegeu fitxa de Can Pere de la Quima) i (Vegeu fitxa de Can Paradís) trobem tota una sèrie de trets comuns i similituds com ara la façana estructurada en dues crugies; la coberta prima, per sobre de tot, la projecció a dues aigües de vessants a façana -a excepció de Can Japic que la coberta és d'una sola aigua de vessant a façana; la majoria d'immobles consten de tres plantes - a excepció de Can Pere de la Quima que en té quatre-; proliferen per tota la façana un gran nombre de balconades equipades amb les seves respectives baranes de ferro forjat; el sistema d'obertures tendeix a ser el mateix, en el qual sobresurt el portal quadrangular d'accés equipat amb llinda monolítica i muntants de pedra ben treballats i escairats; la pedra sol tenir poc acta de presència en les façanes - a excepció de Can Passallops i Can Pere de la Quima en les façanes dels quals queda completament a la vista les pedres fragmentades i els còdols der riu- i la trobem concentrada específicament en les llindes, muntants i ampits de les diverses obertures; el tipus de pedra per excel·lència i que té més difusió és la pedra sorrenca, mentre que la pedra nomolítica o pedra calcària de Girona té poc protagonisme.

## Història
L'immoble que podem contemplar avui dia, ofereix a simple vista un magnífic estat de conservació, que es deuria segurament a les obres d'acondicionament i manteniment que se solen dur a terme en tots els edificis per tal d'assegurar la seva preservació. Paral·lelament en el context d'aquestes obres, les quals es van dur a terme a principis de segle aproximadament, es va procedir a arrebossar i pintar completament de nou tota la façana. Comparant fotografies antigues, com ara la fitxa del Servei de Patrimoni núm. 26.503 amb fotografies actuals, s'observa a simple vista aquest canvi operat en la façana.
El carrer Girona, en el qual trobem inscrit aquest immoble, pertany a un dels barris més importants d'Amer com és el Pedreguet. Es tracta d'un barri emblemàtic que té en el carrer Girona un dels seus màxims exponents, com així ho acredita el fet de ser una de les principals artèries del nucli des de l'edat mitjana, com també ser l'eix vertebrador del barri.
En la fitxa original del Servei de Patrimoni núm. 26.503, l'immoble apareix denominat com "Can Genix". Després de posar-nos en contacte amb l'erudit local Joan López Grau (arxiu fotogràfic d'Amer), aquest ens va proporcionar un calendari molt valuós que havia editat aquest any l'Ajuntament d'Amer, en el qual apareixia el nom popular de la majoria de cases del barri del Pedreguet, format entre molts altres carrers, pel carrer Girona. En el calendari sortia que l'immoble núm. 20 del carrer Girona, era conegut com a "Can Janic Casals".